# Ніколаос Сіранідіс
Ніколаос Сіранідіс (26 лютого 1976) — грецький стрибун у воду.
Олімпійський чемпіон 2004 року, учасник 1996, 2000 років.